# Vetenskapshistoria
Vetenskapshistoria är studiet av människans förståelse av världen utifrån ett historiskt perspektiv. Sökande efter kunskap är således påverkad och beroende av sin tids värderingar och förståelse av världen.  
Det är möjligt att spåra den moderna vetenskapens exakta ursprung, tack vare de många viktiga texter som överlevt århundraden. Termer använda för att beskriva vad vi nu kallar vetenskapsmän har dock varierat. Det engelska ordet för vetenskapsman, "scientist", nämndes först på 1800-talet av Maxwell. Innan dess kallades många som undersökte naturen för naturfilosofer, och dessförinnan har vetenskapen ofta kopplats hårt till religion.
Medan empirisk undersökning av den naturliga världen beskrivits sedan antiken (av bland andra Thales från Miletos och Aristoteles), och medan den vetenskapliga metoden har använts sedan medeltiden (exempelvis av Ibn al-Haytham, Abū Rayhān al-Bīrūnī och Roger Bacon), så räknas födelsen av modern vetenskap till att ha varit på 1500- och 1600-talen i Europa.
Vetenskap har utvecklat flera metoder.  En metod är ett systematisk samlande och organiserande av fakta. En annan metod baserar sig på erfarenhet och utvärdering av denna erfarenhet (empiri). En annan bygger på experiment och ibland upprepning av tester ofta i samband med att pröva en teori eller ett antagande (hypotes). 
Vetenskapliga metoder ses som så fundamentala i modern vetenskap att några — speciellt vetenskapsfilosofer och arbetande vetenskapsmän — hellre ser de tidigare undersökningarna som förvetenskapliga. Traditionellt har vetenskapshistoriker klassat vetenskap väl nog för att inkludera även dessa historiska undersökningar.

## Relation till angränsande ämnen

### Vetenskapshistoriens koppling till vetenskapsteori
Vetenskapens historia är för vetenskapsteorin intressant på många sätt. Man kan ta den till hjälp för att:
1. Pröva teorier för vetenskap mot hur vetenskapen historiskt har utvecklats. Frågan om Karl Poppers kritiska rationalism är förenlig med historien är till exempel en levande fråga inom dagens vetenskapsteori.
2. Genom studier av historien ta fram ny teori om hur vetenskapen växer och hur val mellan teorier sker. Så använde Thomas Kuhn sina kunskaper i vetenskapens historia för att ta fram sin teori för paradigmskifte.
3. Hitta argument för en vetenskapsteoretisk ståndpunkt. Paul Feyerabend använde många argument från historien för att försvara sin idé om vetenskapsteoretisk anarki och för att argumentera mot vetenskaplig metod.

### Vetenskapshistoriens koppling till idéhistoria
Vetenskapen har tillsammans med religion och filosofi varit bland de allra starkaste krafterna i utvecklingen av det samhälle vi lever i. Vetenskapen påverkar oss inte bara genom att den givit den världsbild de flesta omfattar, utan även genom den teknologi som blivit möjlig genom vetenskapen, det stora förtroende som finns för vetenskapen hos allmänheten och dess möjligheter att influera politiska beslut. Vill man studera idéernas historia är därför de vetenskapliga idéernas historia central.

### Vetenskapshistoriens koppling till filosofins historia
Vetenskapens historia och filosofins historia är tätt sammanvävd. De första vetenskapsmännen var filosofer och först i och med den vetenskapliga revolutionen började yrkena vetenskapsman och filosof skiljas åt. Socialvetenskaperna skildes dock inte från filosofin förrän under 1900-talet. Fortfarande ger filosofin starka influenser till vetenskapens utveckling. Filosofernas frågeställningar påverkas ofta av de senaste landvinningarna inom vetenskapen.

## Vetenskap i tidiga kulturer
I förhistoriska tider fördes råd och kunskap vidare från generation till generation genom muntlig tradition. Exempelvis dateras det systematiska odlandet av majs i södra Mexiko till för ungefär 9 000 år sedan, före skriftsystemets utvecklande, och arkeologiska fynd visar att det förekom utveckling av astronomisk kunskap före skriften.
Utvecklandet av skrift tillät att kunskap sparades och meddelades mellan generationer i trogenhet till originalet, medan den muntliga traditionen kunde leda till misstag i minnet och återberättandet. Kombinerat med jordbrukets begynnelse gjorde skriften det möjligt för tidiga civilisationer att utvecklas.
Många urtida civilisationer samlade astronomisk information på ett systematiskt vis genom enkel observation. Trots att de inte hade någon kunskap om de fysiska strukturerna hos planeterna och stjärnorna, föreslogs flera teoretiska förklaringar. Grundläggande fakta om mänsklig fysiologi var känd på några platser, och alkemi (förfadern till kemin) praktiserades inom flera civilisationer. Även flera observationer av makrobiotisk flora och fauna gjordes.

### Vetenskapen i antikens Främre Orienten

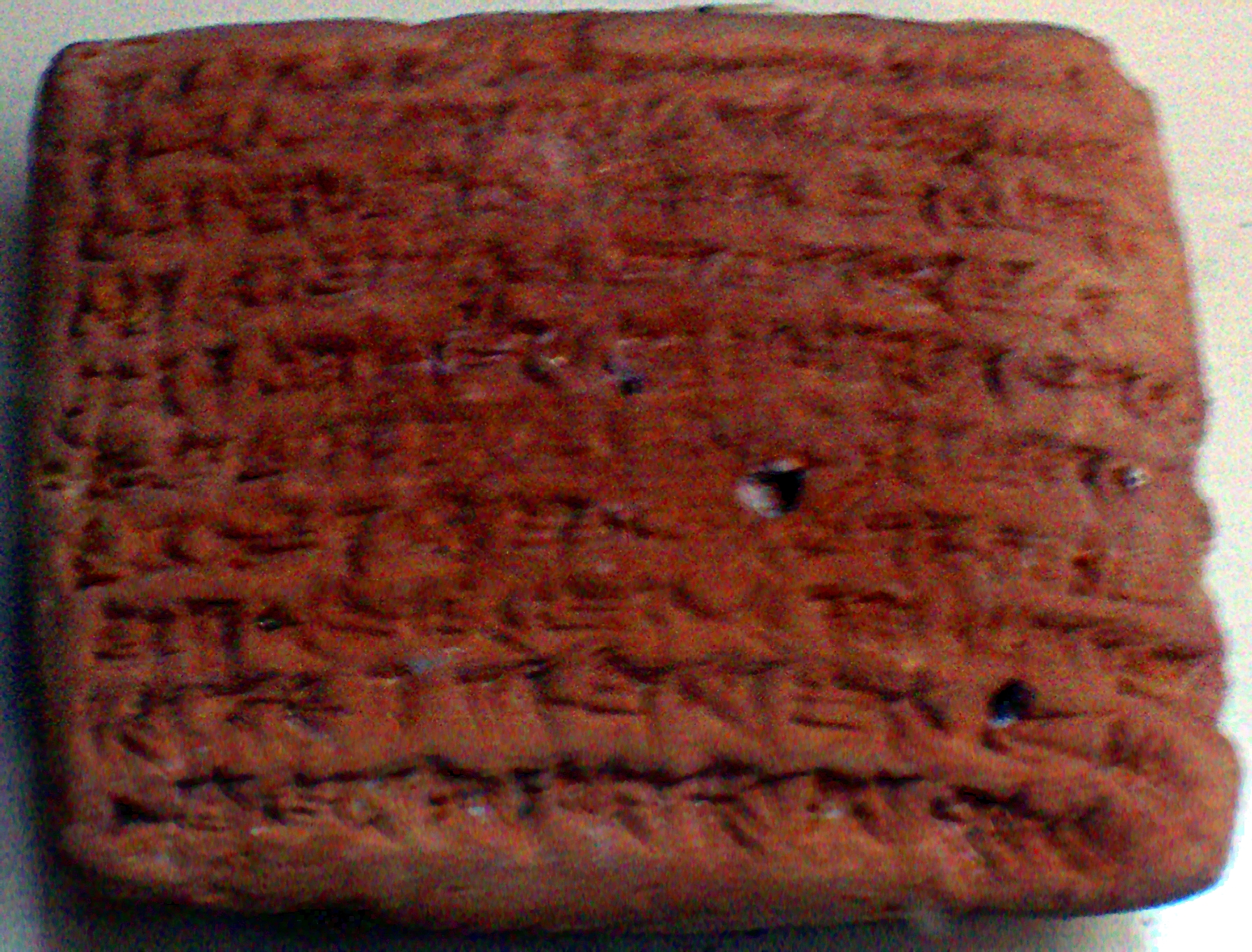
Mesopotamiansk lerplatta, cirka 492 f.Kr.. Skriften tillät nedtecknande av astronomisk information.

Från att det mesopotamianska folket slog sig ned i Sumer (nutida Irak) runt 3500 år f.Kr. började de att försöka dokumentera observationer av världen med extremt noggranna numeriska data, men deras observationer och mätningar togs till synes för andra syften än för att förstå vetenskapliga lagar. Ett konkret exempel är en nedteckning av Pythagoras sats, så tidigt som 1900-talet f.Kr.: den mesopotamiska lertavlan Plimpton 322 listar ett antal av pythagoreiska trippletter, möjligen så mycket som ett millennium innan Pythagoras upptäckte dem, men en abstrakt formulering av Pythagoras sats förekommer inte.
I babylonsk astronomi nedtecknades rörelserna hos stjärnor, planeter och månen på tusentals lertavlor. Än idag används astronomiska perioder identifierade av mesopotamerna i västerländska kalendrar, exempelvis solåret och månvarvet. Genom att använda dessa data, utvecklade de aritmetiska metoder för att räkna ut den ständigt varierande mängden solljus, och för att förutse månens och planeternas förekommanden. Endast ett fåtal av dessa astronomers namn är kända, exempelvis Kidinnu, kaldeisk astronom och matematiker. Kiddinus värden för solåret används än idag i våra kalendrar. Babylonsk astronomi var "det första, mycket lyckade försöket att ge en förfinad matematisk förklaring av astronomiska fenomen. Enligt historikern A. Aaboe är "hela den senare mångfalden av vetenskaplig astronomi, i den hellenistiska världen, i Indien, i Islam, och i västvärlden - om inte alla senare försök på de exakta vetenskaperna - tack vare babylonisk astronomi i sitt grundläggande sätt".
Stora framgångar i antikens Egypten gjordes i bland annat astronomi, matematik och medicin. Deras geometri var en följd av arbetet de gjorde för att kartlägga designen och ägandeskapet av jordegendomar.

### Vetenskapens grekiska gryning
Vetenskap kallades på den tiden för filosofi. Den västerländska vetenskapens historia börjar med försokratikerna, som var de första som ställde frågor om världen utan att ge svar som bottnade i religion och annan vidskepelse. Genom att ta fram teorier om världen och dess samband, som inte blandade in övernaturliga förklaringar och sedan utsätta dem för kritik, granskning och diskussion utvecklades det vetenskapliga arbetssättet. Man kan på god grund säga att det var då vetenskapen, som vi känner den, startade, även om man tidigare sysslat med problem i fysik och matematik. I matematiken kan det nya synsättet beskrivas så att då man tidigare var nöjd med att man fått fram en formel för att bygga ett altare eller dela upp en vinst, så var nu beviset för formeln viktigt. Detta sätt att angripa problemen och efterfråga en lösning av denna typ gör att man beskriver denna tid som den rationella revolutionen.
Att den moderna vetenskapen har sitt ursprung i Thales från Miletos som menade att allt bestod av vatten kan ha avskräckt en och annan student, men den metod som användes, att ta fram en djärv hypotes och utsätta den för skarp kritik så att en bättre hypotes kan uppstå ur spillrorna, skulle komma att visa sig vara den grund som byggde den västliga civilisationen med dess vetenskap och teknologi. Kända försokratiker är, förutom Thales, Parmenides, Pythagoras, Demokritos och Herakleitos, och deras frågeställningar kretsade huvudsakligen kring metafysiska frågor som sökandet efter ett urämne. Ur dessa sökanden efter ett urämne kom sedan den moderna vetenskapen att utvecklas, och kvantmekanikens frågor om materiens innersta väsen är direkt besläktade.
De grekiska filosofernas framträdande svaghet som vetenskapsmän var att de sällan gjorde experiment, försök i verkligheten, för att falsifiera eller verifiera sina hypoteser. Detta skulle komma förändras först i och med den vetenskapliga revolutionen.

## Vetenskap under medeltiden och renässansen

### Bakgrunden
Efter romarrikets fall fanns inte mycket kvar av antikens framsteg i Europa. Det grekiska arvet kom att förvaltas och utvecklas under en period inom den muslimska världen medan vetenskapen i Europa huvudsakligen bestod i att bevara det gamla och försöka förstå hur de gamla tänkte och hur man kunde tillämpa de gamla kunskaperna på samtidens frågor. I klostren studerades de få tillgängliga antika texterna och nya arbeten om praktiska ämnen som medicin och tidsåtgärder tidmätning.

### Vetenskapsteoretisk utveckling

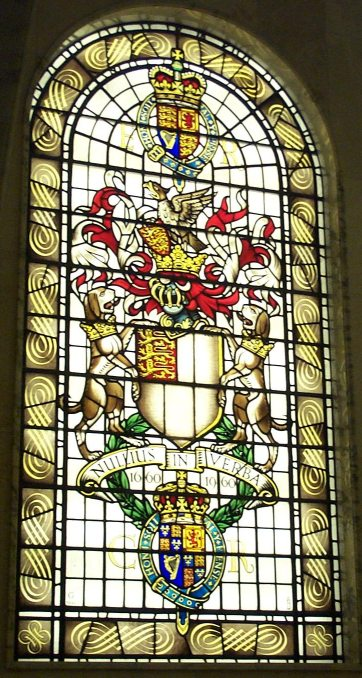
Vapen för Royal Society i glasfönster. Motto: 'Nullius in verba'.

En kort översikt över den vetenskapsteoretiska utvecklingen kan börja med Francis Bacon som redan under slutet på 1500-talet visat på vikten av empiri i vetenskap, att se efter hur världen är, och att verkligen utforska den. Man kan också i Bacons skrifter se hur det målas upp stora möjligheter till tekniska tillämpningar som gynnar mänskligheten om bara vetenskapliga fakta samlas in. På samma gång har Bacon tydliga rester kvar i tänkande i medeltidens filosofi och har inte insett matematikens vikt i vetenskaplig metod. Galileo Galilei utvecklar en metodik som är mycket starkare än Bacons och där experiment och matematik är en tydligare del än den mer insamlande metodik Bacon förespråkar. Under 1600-talet mognar vetenskapen och vetenskapsteorin. Newton utvecklar det som vi idag beskriver som klassisk mekanik och vetenskapen mognar och växer. Ett exempel är Royal Society vars motto "Nullius in Verba" betyder "Inte på någons ord" och åsyftar sällskapets ambition att fastställa vetenskapliga sanningar med hjälp av experiment och förkastande av auktoritetstro. Från att ha klara rester från medeltidens tänkande hade vetenskapen mognat till att ha många likheter med dagens metod och attityd.

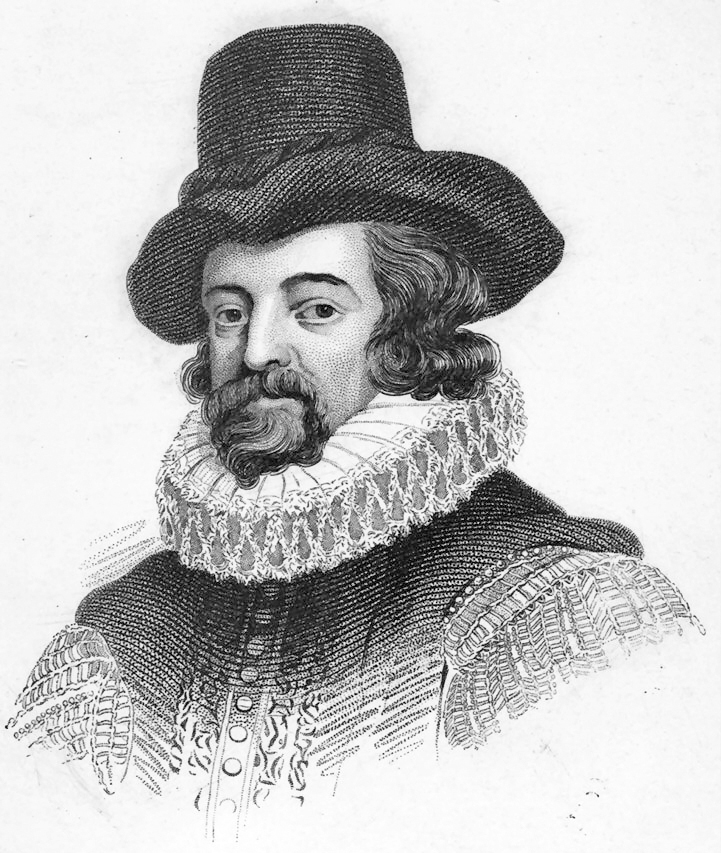
Francis Bacon (1561-1626)

Francis Bacon - var en vetenskapens härold och en förelöpare till den brittiska empirismen. Bacon var en av de första som tydligt såg behovet av vetenskaplig metod för vetenskaplig framväxt och dessutom de frukter i form av teknologi vetenskapen kunde ge om man gjorde en satsning på vetenskaplig växt. Man kan säga att Bacon var en av de första som aktivt jobbade med vetenskapsteori. Bacon är känd för att ha varit en dålig vetenskapsman - trots sina bidrag till vetenskapsteorin.
Bacon bryter med medeltidens dogmatism och kräver att filosofin grundas på erfarenheten genom en vetenskaplig induktion. Vetenskapens uppgift ser han framför allt som att behärska naturen genom att lära känna dess lagar och enligt dessa ingripa i naturförloppen. "Vetande är makt", och "naturen behärskas genom att man lyder den". Därför måste forskaren göra sig av med vissa fördomar, "idolerna". 
Bacon urskiljer fyra: 
1. Idola tribus, släktets idol, benägenheten att se naturen som analog med människan (antropomorfism)
2. Idola specus, hålans idol (med hänsyftning till Platons liknelse i "Staten" VII), de fördomar som kommer från individens anlag, vanor, uppfostran och liknande
3. Idola fori, torgets idol, de fördomar som kommer från den mänskliga samvaron, särskilt genom språkets makt över tanken
4. Idola theatri, den filosofiska traditionens villfarelse.

Bacon kräver att vetenskapen använder fullständig induktion, ställer riktiga frågor till naturen och i utredningen av hur detta ska gå till ger Bacon uppslag som sedan utvecklats i Mills fyra induktiva metoder. 
Trots dessa goda uppslag står Bacon i många avseenden kvar på sin tids ståndpunkt. Som medeltidens realister ser han naturens "ursprungskälla" i tingens "former", hypostaseringar av deras begreppsmässigt fattade väsen. Och han förstår inte den betydelse matematiken har för den moderna naturvetenskapen, sådan denna redan på hans tid var grundlagd av Galilei och andra. Han föraktar skolastikens syllogistiska spetsfundigheter och förstår därför inte att deduktionen är oumbärlig också i metoder som baseras på induktion.

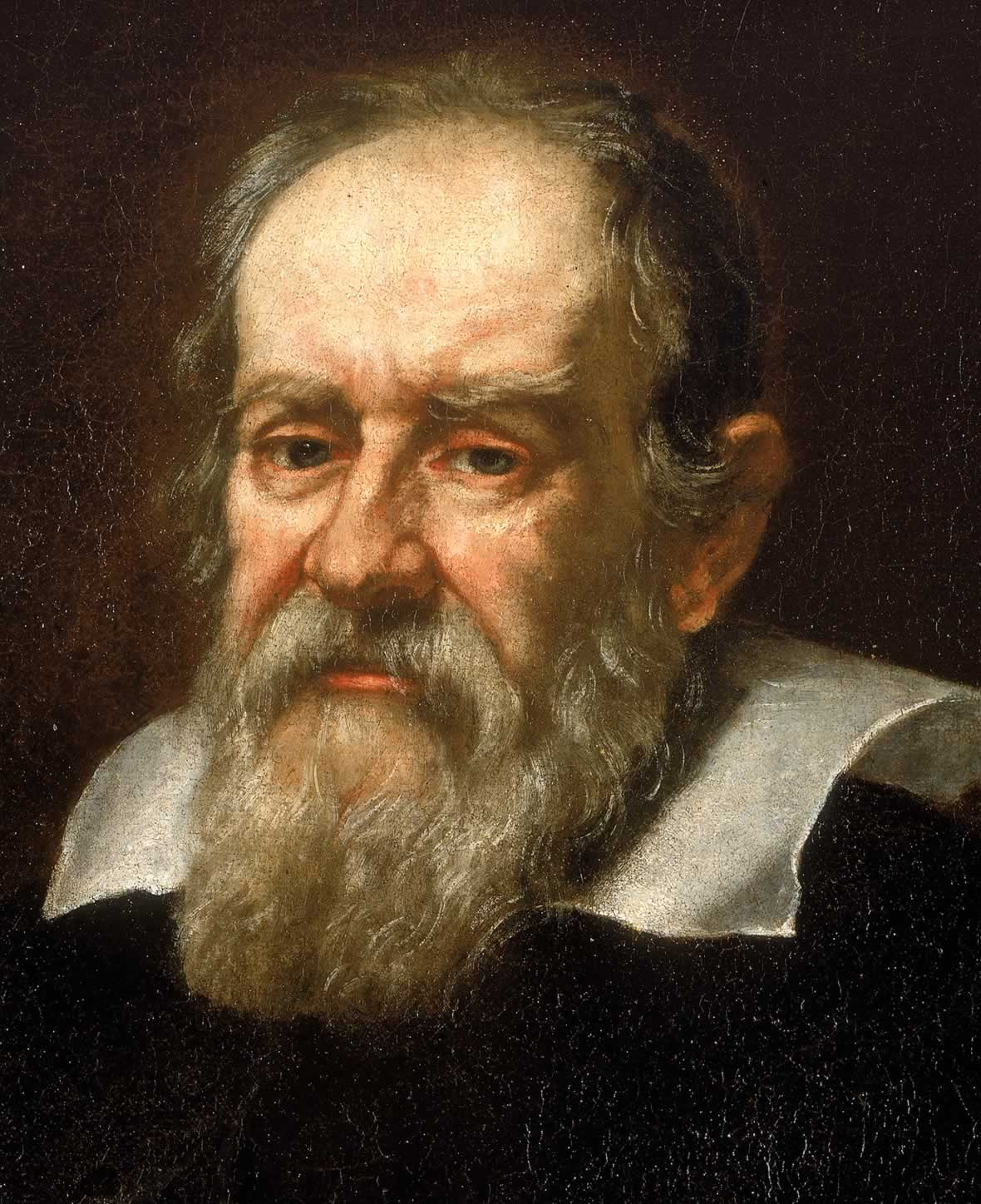
Galileo Galilei, målning av Justus Sustermans (1636).

Galileo Galilei - var både praktiker och teoretiker inom vetenskapen. Hans fokus på experiment och tester i verkligheten förde honom på många sätt närmare oss, än Francis Bacons metodlära. Galileo Galilei lade grunden till den experimentella vetenskapen. Han var övertygad om att naturens lagar inte var så komplicerade som den katolska kyrkan och dåtidens naturvetare påstod. Han var övertygad om att man kunde bevisa hypoteser om naturen genom att göra experiment och pröva verkligheten. Dessutom hävdade han att om man kunde bevisa att en teori stämde i verkligheten, så var alla andra teorier felaktiga.
Ett exempel, inte bara på Galileo Galileis sätt att se på vetenskap, utan också på hans sätt att tänka, var när han under sina studentår en gång satt i Pisas katedral under en långtråkig mässa. Han lade då märke till att ett rökelsekar svängde fram och tillbaka och att tiden mellan svängningarna var densamma såväl vid stora svängningar som små. Därefter gick han hem och experimenterade med olika pendlar, och kunde snart formulera en regel om pendlars rörelse.
Man kan se hur många av Francis Bacons drömmar om vetenskaplig forskning och vetenskapliga framsteg förverkligades i slutet av 1600-talet. Bacon var också en direkt förebild när Royal Society grundades den 28 november 1660 i Gresham College i London. Mycket av framgången för vetenskapen under 1600-talet kan tillskrivas att matematik och empiri kombineras med en vilja att söka sanningen utan auktoriteter. Man kan i Royal Society se hur vetenskapen får en organisation som hjälper tillväxt och utveckling. 
Thomas Willis var en framstående medlem av The Oxford Circle och en av grundarna av Royal Society. Willis mest banbrytande insatser låg inom neurovetenskapen, och han har kallats neurologins fader. Hans beskrivning av hjärnans och nervsystemets anatomi utgjorde ett enormt språng framåt jämfört med vad som förelåg före Willis tid. Christopher Wrens teckningar av hjärnans anatomi baserat på Willis arbete kom att under många hundra år utgöra all världens neurologers karta över nervsystemet.
Robert Hooke studerade i Oxford, blev 1662 "Curator of experiments" hos Royal Society, vars sekreterare han senare blev, och 1664 professor i geometri vid Gresham College i London. Liksom sin samtida Newton sökte Hooke utforska den allmänna lagen för himlakropparnas rörelser, men förekoms av Newton. Hooke sysslade för övrigt med en mängd uppgifter inom astronomin och fysiken, han uppfann ett helioskop och andra instrument, sökte (1669) med en 36 fot lång kikare göra noggranna fixstjärneobservationer för bestämning av stjärnparallaxer, men måste uppge försöket, sedan genom ett missöde kikarens objektiv slagits sönder. Robert Hooke producerade 1676 en fungerande kardanknut (eng. universal joint) och i England benämns uppfinningen Hooke's joint efter honom. 
Isaac Newton föredrog sin optiska teori för Royal Society och var president i Royal Society 1703-1727. Att vetenskaplig metod tagit många steg sedan medeltiden och Francis Bacons  Novum organon scientiarum från 1620 kan ses i Newtons Philosophiae Naturalis Principia Mathematica från 1687.

### Ämnen
Astronomin utvecklades starkt av bland andra Nicolaus Copernicus. Istället för att ha människan och jorden som självklart centrum i världen visade det sig att den heliocentriska världsbilden, med solen i centrum, var den rätta. Även Giordano Bruno, Tycho Brahe, Johannes Kepler och Galileo Galilei gav viktiga bidrag till detta.
Mekaniken utvecklades av Isaac Newton. Hans modell för mekaniken, beskriven i boken Philosophiae Naturalis Principia Mathematica som utkom 1687, kom att bestå ända till att Albert Einstein återigen revolutionerade mekaniken med den allmänna relativitetsteorin och den speciella relativitetsteorin.
Matematiken utvecklades starkt, särskilt genom Newtons och Leibnitz' utveckling av infinitesimalkalkylen.

## Modern vetenskap

### Formella vetenskaper

#### Logik
Logiken har sitt ursprung hos Aristoteles och fick också ett uppsving under medeltidens skolastik. Den moderna formella logiken började dock inte få sin form förrän i och med Gottlob Frege och Bertrand Russell. Logik har studerats för sitt egenvärde, men en starkt bidragande orsak till logikens växt har varit dess användning i forskning om matematikens grundvalar och matematikfilosofi.

#### Matematik
Se huvudartikel Matematikens historia

#### Datalogi
Datateknikens utveckling har varit stor under 1900-talet, en viktig orsak till det är naturligtvis att ny hårdvara gjorde behovet av avancerad kod och kunskapen om datalogi viktig.

### Naturvetenskap

#### Fysik
Se huvudartikel Fysikens historia

#### Kemi
Se huvudartikel Kemins historia

### Samhällsvetenskap

#### Sociologi
Sociologi har en lång förhistoria, redan de gamla grekiska filosoferna diskuterade sociologiska frågor. Det var också filosofier som fortsatte utvecklingen och först 1947 fick Sverige sin första professur i sociologi i Torgny T:son Segerstedt som tidigare varit professor i filosofi.
Många tänkare har bidraget till sociologin genom åren, med det är tre som man ständigt återkommer till och som flitigt läses på universiteten: Émile Durkheim Max Weber, och Karl Marx. De kan sägas ha givit den moderna sociologin dess grund. Kanske är inte heller psykoanalytikern Sigmund Freuds bidrag oväsentligt.

#### Psykologi
Se kapitlet Historia i artikeln Psykologi

### Humaniora

#### Filosofi
Se huvudartikel Filosofins historia

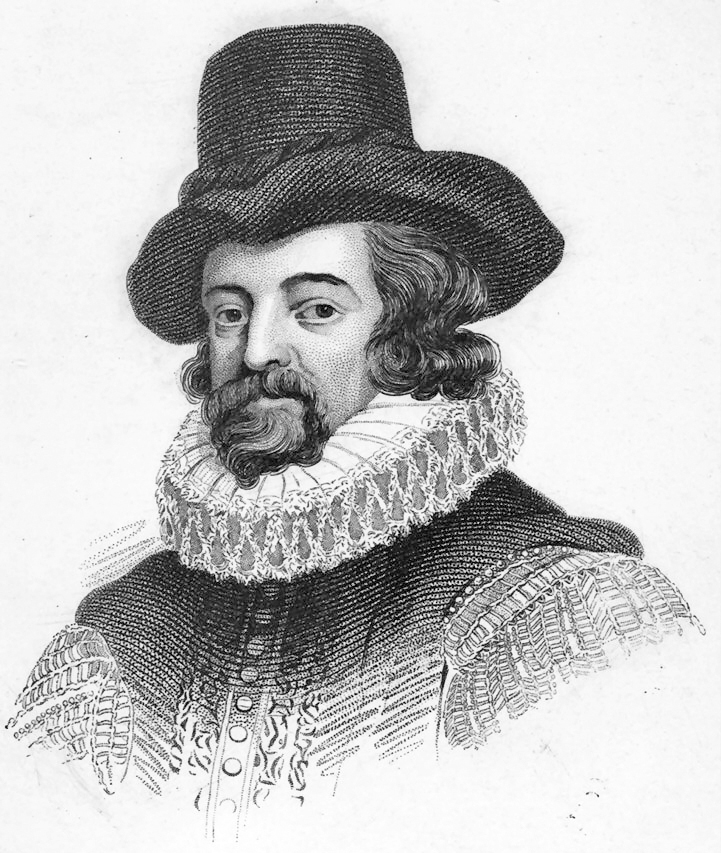
Francis Bacon (1561-1626)

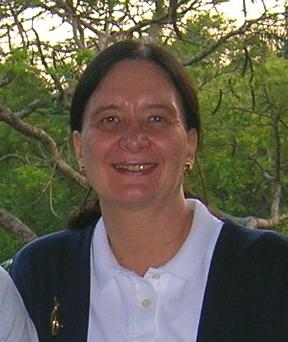
Susan Haack

Rationalism är beteckning för alla filosofiska riktningar, som är centrerade kring förnuftet (ratio på latin), tänkandet och tingens logiska ordning. Rationalismen utvecklades under 1600- och 1700-talen då filosoferna René Descartes, Baruch Spinoza och Gottfried Wilhelm Leibniz byggde upp metafysiska system. Rationalismen kom att prägla upplysningstidens tänkande, och därigenom den moderna vetenskapsuppfattningen. Enbart förnuftet är alla tings mått, och med dess hjälp kan alla problem lösas.
Empirism är en filosofisk lära som tar sin utgångspunkt i tanken att endast det som bevisats erfarenhetsmässigt kan betraktas som tillförlitligt. Den brittiska empirismen under förebådades av Francis Bacon på 1600-talet, men grundlades av John Locke som menade att all kunskap kom från sinneserfarenheter, utvecklades av George Berkeley som argumenterade för att endast sinnesimpressioner existerar, d.v.s. idealism, och fullbordades av David Hume, se upplysningstidens filosofi. Hume var den som fullt ut drog de logiska konsekvenserna av empirismens premisser. En av dessa konsekvenser utmynnar i Humes kritik av orsak-verkanrelationen som leder till en stark kritik av induktion som en del av den vetenskapliga metoden. I och med att det inte finns något direkt logiskt samband mellan orsak och verkan och genom att det inte finns någon sinneserfarenhet av sambandet mellan orsak och verkan finns det inte någon grund för att säga att orsak följer efter verkan annan än vanan. Att vi förväntar oss att solen går upp i morgon grundar vi egentligen inte på annat än att den gick upp igår och att vi är vana med att den går upp varje morgon. Humes kritik kom att spela en stor roll för vetenskapsteorins utveckling.
Under upplysningstiden fick Newtons teorier också filosofiska konsekvenser. En tysk filosof, Immanuel Kant (1724-1804) blev den förste som vågade sig på en ny kombination. Den här gången ville han nå ny kunskap genom att kombinera de rationalistiska och de empiriska grundtankarna. Han avstod ifrån alla metafysiska spekulationer, hans filosofi handlade om att kritiskt granska det rena förnuftet. Kants filosofi ställde sig i motsats till den traditionella metafysikens arbete och försöker istället utreda den mänskliga kunskapens arbetssätt, gränser, möjligheter och ursprung samt förutsättningar.
De senaste hundra årens filosofi har haft fyra filosofiska huvudriktningar: marxism, nythomism, kontinental filosofi och analytisk filosofi. Bland de mest betydande filosoferna från 1900-talets traditioner är Ludwig Wittgenstein från den analytiska traditionen och Martin Heidegger från den kontinentala. Av svenskspråkiga filosofer är kanske Georg Henrik von Wright tillsammans med Ingemar Hedenius de för allmänheten mest kända. Det finns dock ett flertal som gjort sig kända internationellt inom respektive specialområden.
Under 1900-talet har det blivit vanligt att kvinnor studerar filosofi, har höga akademiska positioner och är berömda för forskningsbidrag. Dessutom berättar historien om stora kvinnliga filosofer, till exempel Mary Wollstonecraft, Simone de Beauvoir, Martha Nussbaum och Hannah Arendt. Bland framstående nu levande kvinnliga filosofer finns Susan Haack, berömd bland annat för bidrag till logik och kunskapsteori.

#### Konst
Se huvudartikel Konstens historia

### Trender under 1900-talet
1900-talets vetenskap har utvecklats i rask takt med relativitetsteori och kvantfysik inom fysiken, genteknik och kloning inom genetiken och motsvarande inom många andra vetenskaper. Detta har givit många intressanta, men ibland skrämmande, frågor inom filosofin, till exempel inom kunskapsteori, metafysik och etik. 
Flera av filosofins forskningsområden har avsöndrat sig från filosofin och blivit självständiga vetenskaper, exempel på detta är sociologi, lingvistik och pedagogik. I och med vetenskapens och teknikens landvinningar har också helt nya forskningsområden uppstått, exempelvis kognitionsvetenskap och datalogi.
Medan fysiken tidigare var den mest omtalade vetenskapen är idag biologi och medicin alltmer omtalade. Intressant är att Darwins evolutionsteori fortfarande debatteras på sina håll.
Att populärt beskriva nya utvecklingar inom vetenskapen har historiskt ofta gjorts av filosofer, men på 1900-talet har uppgiften oftare överlåtits till vetenskapsmännen själva, se till exempel Stephen Hawking.
Med vetenskapen följde också tekniken och det blev allt tydligare att 1900-talets stora ideologier, marxism, liberalism, modernism och kristendom alla hade en svaghet, de hade begränsad förståelse för miljöfrågor och delvis på grund av det följde miljöförstöring. Miljörörelsen och med tillhörande ekosofi framträdde och en ledande filosof var norrmannen Arne Næss.